# Novonothrus flagellatus
Novonothrus flagellatus är en kvalsterart som beskrevs av Hammer 1966. Novonothrus flagellatus ingår i släktet Novonothrus och familjen Nothridae. Inga underarter finns listade i Catalogue of Life.